# 標準特異点
数学では、標準特異点(canonical singularities)は、射影多様体の標準モデルの特異点として現れ、端末特異点(terminal singularities)は極小モデルの特異点として現れる特別な場合である。それらは Reid (1980) により導入された。滑らかな極小モデルは存在せず、従って、必然的に端末特異点である特異点を持たねばならないので、端末特異点は極小モデルプログラムで重要である。

## 定義
Y を標準クラス KY が Q-カルティエであるような正規多様体とし、f:X→Y が Y の特異点解消とすると、
{\displaystyle \displaystyle K_{X}=f^{*}(K_{Y})+\sum _{i}a_{i}E_{i}}
となる。ここに和は既約な例外因子を渡るとし、ai は有理数で、ディスククレパンシー(discrepancy)と呼ぶ。
そのとき、Y の特異点を次のように呼ぶ。
全ての i に対し、ai > 0 のとき、端末(terminal)
全ての i に対し、ai ≥ 0 のとき、標準(canonical)
全ての i に対し、ai > −1 のとき、対数端末(log terminal)
全ての i に対し、ai ≥ −1 のとき、対数標準(log canonical)

## 性質
射影多様体 V の特異点が標準的とは、多様体が正規(normal)なとき、V の非特異部分の標準ラインバンドルのあるべきが、V 上のラインバンドルへ拡張され、V が任意の特異点の解消(resolution)と同じ多重種数を持つ場合のことを言う。V が標準特異点を持つことと、相対標準モデル(relative canonical model)であることとは同値である。
射影多様体 V の特異点が端末的とは、多様体が正規(normal)なとき、V の非特異部分の標準ラインバンドルのあるべきが、V 上のラインバンドルへ拡張され、Vm の任意の切断の引き戻しが、特異点の解消(resolution)の例外因子(exceptional locus)の余次元 1 の成分に沿って 0 となるときを言う。

## 小さな次元での分類
2次元端末特異点は滑らかである。多様体が端末特異点を持つと、特異点は少なくとも余次元 3 を持ち、特に、余次元 1 と 2 では端末特異点は滑らかとなる。次元 3 の場合は、端末特異点は孤立特異点であり、Mori (1985) で分類された。
2次元標準特異点は、デュヴァル特異点(du Val singularity)と同じであり、解析的には C2 を SL2(C) の有限部分群で割った商空間に同型である。
2次元の対数端末特異点は、解析的には C2 を GL2(C) の有限部分群で割った商空間に同型である。
2次元対数標準特異点は Kawamata (1988) により分類されている。

## ペア
より一般的には、Δ を有理数係数の素因子の形式的線型結合とするとき、ペア (X,Δ) のこれらの概念を定義することができる。ペアは次のように呼ばれる。
- Discrep(X,Δ) > 0 のとき、端末(terminal)
- Discrep(X,Δ) ≥ 0 のとき、標準(canonical)
- Discrep(X,Δ) > − 1 かつ |Δ| ≤ 0 のとき、川又対数端末(klt)(Kawamata log terminal)
- Discrep(X,Δ) > − 1 のとき、純粋対数端末(plt)(purely log terminal)
- Discrep(X,Δ) ≥ − 1 のとき、対数標準(lc)(log canonical)